# Giacomo Balla
Giacomo Balla (18. července 1871, Turín – 1. března 1958, Řím) byl italský malíř, sochař a učitel umění. V roce 1910 se stal spoluzakladatelem nového uměleckému směru, futurismu. Pro jeho umění je typické obrazové ztvárnění světla, pohybu a rychlosti.

## Život
Narodil se 18. července 1871 v Turíně, kde jeho otec pracoval jako průmyslový chemik. V dětství studoval hudbu, ale když mu ve věku 9 let zemřel otec, vzdal se hudebního vzdělání a začal pracovat v místní litografické tiskárně. Zájem o umění ho přivedl ke studiu malířství, nejprve krátce na Academia Alberina a poté na Univerzitě Turín. Po ukončení studií se v roce 1895 odstěhoval do Říma, kde se setkal a oženil s Elisou Marcucciovou. Několik let působil v Římě jako ilustrátor, karikaturista, a také portrétista. V roce 1899 bylo jeho dílo uvedeno v Benátkách na Biennale di Venezia a v následujících letech bylo jeho umění k vidění nejen na hlavních italských výstavách v Benátkách a Římě, ale i v dalších velkých evropských městech (Mnichov, Berlín, Düsseldorf, Paříž či Rotterdam).
V roce 1900 pobýval Balla sedm měsíců v Paříži. Během pařížského pobytu se seznámil s avantgardními umělci a byl ve své tvorbě ovlivněn francouzským malířem Georgesem Seuratem a jeho technikou malby pointilismem. Tímto způsobem maloval zpočátku především krajiny a portréty. Kolem roku 1902 vyučoval v Římě divizionistickou techniku malby Umberta Boccioniho a Gina Severiniho.

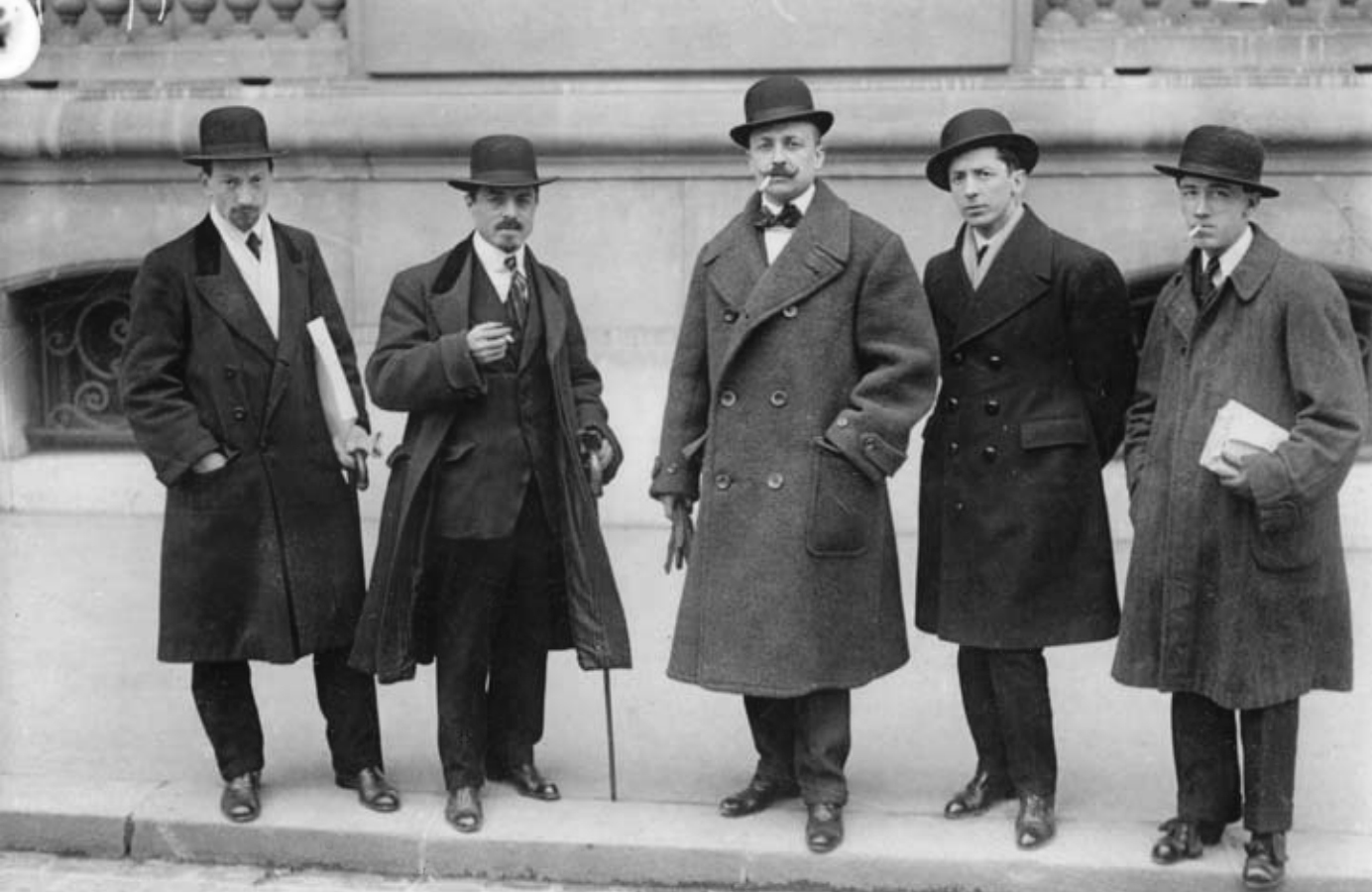
Italští futuristé, zleva: Luigi Russolo, Carlo Carrà, Filippo Tommaso Marinetti, Umberto Boccioni a Gino Severini, 1912

V roce 1910, spolu se svými žáky a dalšími malíři podepsal Manifest futuristických malířů (Manifeste des peintres futuristes), vycházející z Manifestu futurismu, který teoreticky zformuloval a uveřejnil Filippo Tommaso Marinetti ve francouzském deníku Le Figaro. V témže roce pak malíři napsali a uveřejnili Manifest techniky futuristické malby (Manifeste technique de la peinture futuriste).
Během První světové války se stal Ballův ateliér místem setkání mladých umělců. Žákyní v jeho ateliéru byla i česká umělkyně Růžena Zátková. V roce 1914 Balla také začal tesat a v letech 1916–17 vytvořil známé sochařské dílo Boccioniho pěst.
V roce 1929 Balla podepsal spolu s dalšími umělci, např. Marinettim, Deperem a dalšími Manifest futuristické aeromalby (Manifesto dell'Aeropittura futurista), který byl uveřejněn 22. září 1929 v časopisu Gazzetta del Popolo v článku nazvaném Prospettive di volo. Tento způsob malby byl typický pro tzv. „druhou vlnu futurismu“ a inspiroval ji rozvíjející se zájem veřejnosti o aviatiku.
Po roce 1931 se Balla od idejí kontroverzního futurismu odvrátil. Futurismus jako ideologický směr schvaloval fašismus a válku chápal jako způsob očisty světa a možnost jeho znovuvytvoření na nových základech. Věnoval se hlavně figurální malbě, sochařství a navrhování futuristického nábytku a interiérů. V roce 1935 se stal členem Accademia di San Luca v Římě. Jeho díla jsou zastoupena ve sbírkách předních světových galerií, mezi něž patří např. Muzeum moderního umění a Guggenheimovo muzeum v New Yorku, Tate Gallery v Londýně a v mnoha dalších. 
Zemřel 1. března 1958 v Římě ve věku 86 let a je pohřben na římském hřbitově Campo Verano.

## Dílo (výběr)
- 1909 Lampada ad arco (Oblouková lampa) – studie světla pouliční lampy
- 1912 Dinamismo di un cane al guinzaglio (Dynamika psa na vodítku) – studie pohybu ovlivněná chronofotografií
- 1913–1914 Velocità astratta + rumore (Abstraktní rychlost a hluk) – studie rychlosti na jejím symbolu, automobilu
- 1914–1915 Scultura Velocità e rumore (Skulptura hluku a rychlosti), rekonstrukce 1968
- 1916–1917 Prime linee di forza di Boccioni-II (Bocconiho pěst – siločáry II), rekonstrukce 1956–1958

## Výstavy
- 1973 Le Futurisme, 1909–1916, Paříž, Musée national d'art moderne
- 1976 Giacomo Balla, Verona, Museo del Castelvecchio
- 1986 Futurismo et futurismi, Benátky, Palazzo Grassi
- 2008 Balla. La modernita futurista, Milán, Palazzo Reale

## Galerie
